# Saison 2023 de l'équipe cycliste féminine Jayco AlUla
La saison 2023 de l'équipe cycliste féminine BikeExchange-Jayco est la douzième de la formation. Elle perd Amanda Spratt, leader les saisons précédentes, ainsi que Georgia Williams et Arianna Fidanza. Elle enregistre l'arrivée de Letizia Paternoster ainsi que de trois néo-professionnelles et de Ingvild Gåskjenn.
Le principal résultat de la saison est la troisième place de Kristen Faulkner aux Strade Bianche, mais elle est disqualifiée pour utilisation d'un glucomètre. Ruby Roseman-Gannon est quatrième du Women's Tour Down Under, septième de la Cadel Evans Great Ocean Road Race, ainsi que quatrième du Grand Prix de Plouay. Ane Santesteban est régulière avec une huitième place au  Tour de France et une dixième place au Tour d'Italie. Ruby Roseman-Gannon est trentième du classement UCI et vingt-septième du World Tour. La formation est respectivement quinzième et neuvième de ces classements.

## Préparation de la saison

### Arrivées et départs
L'équipe enregistre l'arrivée de Letizia Paternoster qui s'est surtout concentrée sur la piste les saisons précédentes. Trois néo-professionnelles et Ingvild Gåskjenn rejoignent également l'équipe.
Au niveau des départs, Amanda Spratt la leader de l'équipe part pour la Trek-Segafredo. Georgia Williams est aussi une perte importante tout comme Arianna Fidanza.
| Arrivées            | Équipe 2022         |
| ------------------- | ------------------- |
| Ingvild Gåskjenn    | Coop-Hitec          |
| Georgie Howe        | Néo-professionnelle |
| Amber Pate          | Néo-professionnelle |
| Letizia Paternoster | Trek-Segafredo      |
| Alyssa Polites      | Néo-professionnelle |

| Départs          | Équipe 2023            |
| ---------------- | ---------------------- |
| Arianna Fidanza  | WNT-Ceratizit          |
| Amanda Spratt    | Trek-Segafredo         |
| Georgia Williams | EF Education-Tibco-SVB |

### Effectifs
| Effectif 2023            | Effectif 2023     | Effectif 2023     | Effectif 2023                        |
| Cycliste                 | Date de naissance | Pays              | Équipe précédente                    |
| ------------------------ | ----------------- | ----------------- | ------------------------------------ |
| Jessica Allen            | 17 avril 1993     | Australie         | High5 Dream Team (2016)              |
| Georgia Baker            | 21 septembre 1994 | Australie         | TIS Racing (2018)                    |
| Teniel Campbell          | 23 septembre 1997 | Trinité-et-Tobago | Valcar-Travel & Service (2020)       |
| Kristen Faulkner         | 18 décembre 1992  | États-Unis        | Tibco-Silicon Valley Bank (2021)     |
| Ingvild Gåskjenn         | 1 juillet 1998    | Norvège           | Coop-Hitec Products (2022)           |
| Georgie Howe             | 3 mars 1994       | Australie         |                                      |
| Nina Kessler             | 4 juillet 1988    | Pays-Bas          | Tibco-Silicon Valley Bank (2021)     |
| Alexandra Manly          | 28 février 1996   | Australie         |                                      |
| Amber Pate               | 21 avril 1995     | Australie         |                                      |
| Letizia Paternoster      | 22 juillet 1999   | Italie            | Trek-Segafredo (2022)                |
| Alyssa Polites           | 2 février 2003    | Australie         |                                      |
| Ruby Roseman-Gannon      | 8 novembre 1998   | Australie         | ARA-Pro Racing Sunshine Coast (2021) |
| Ane Santesteban          | 12 décembre 1990  | Espagne           | Ceratizit-WNT Pro Cycling (2020)     |
| Wei Shi Chelsie Tan      | 17 janvier 1990   | Singapour         |                                      |
| Urška Žigart             | 4 décembre 1996   | Slovénie          | Alé BTC Ljubljana (2020)             |
|                          |                   |                   |                                      |
| Source : ProCyclingStats |                   |                   |                                      |

Portraits
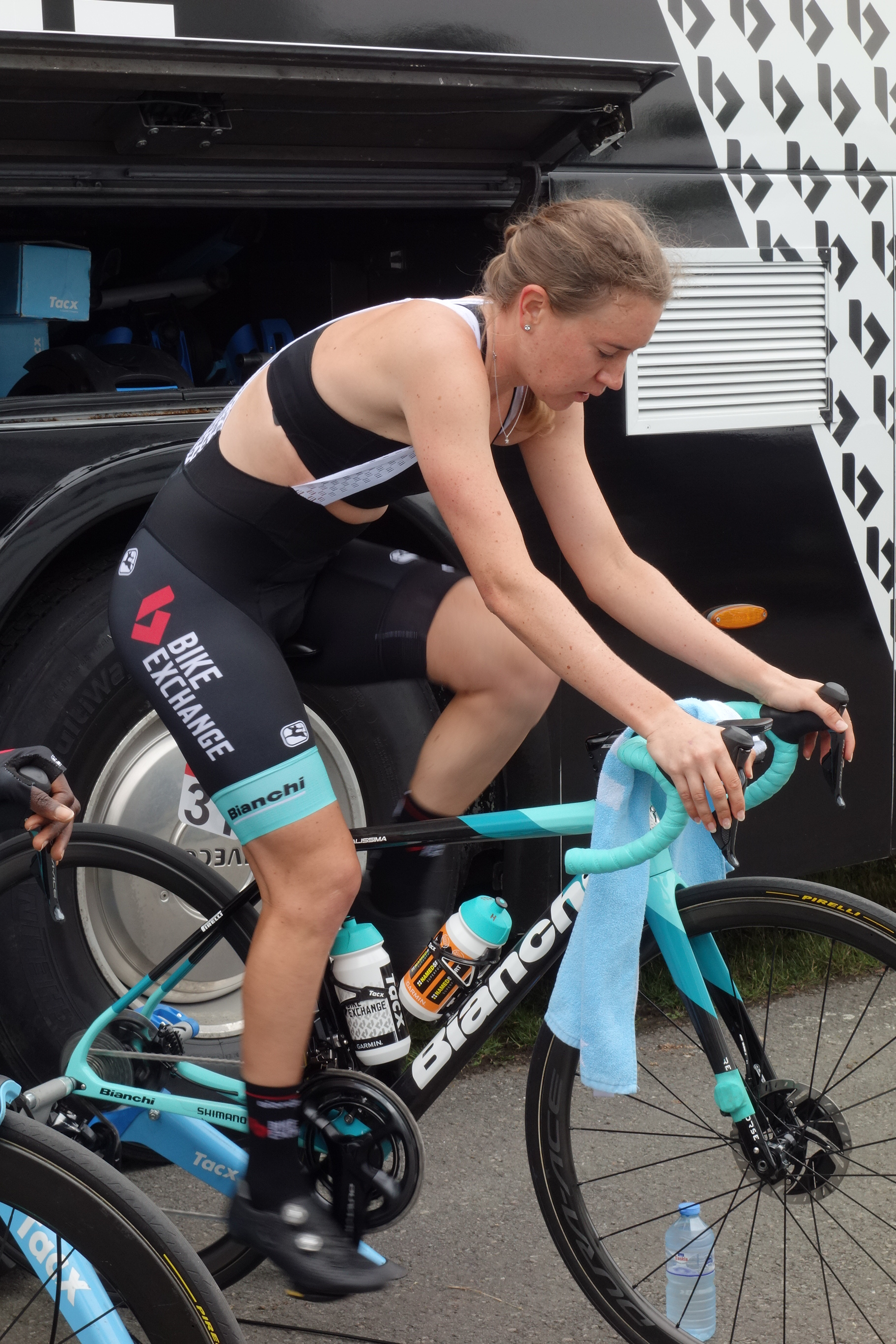
Jessica Allen en 2021
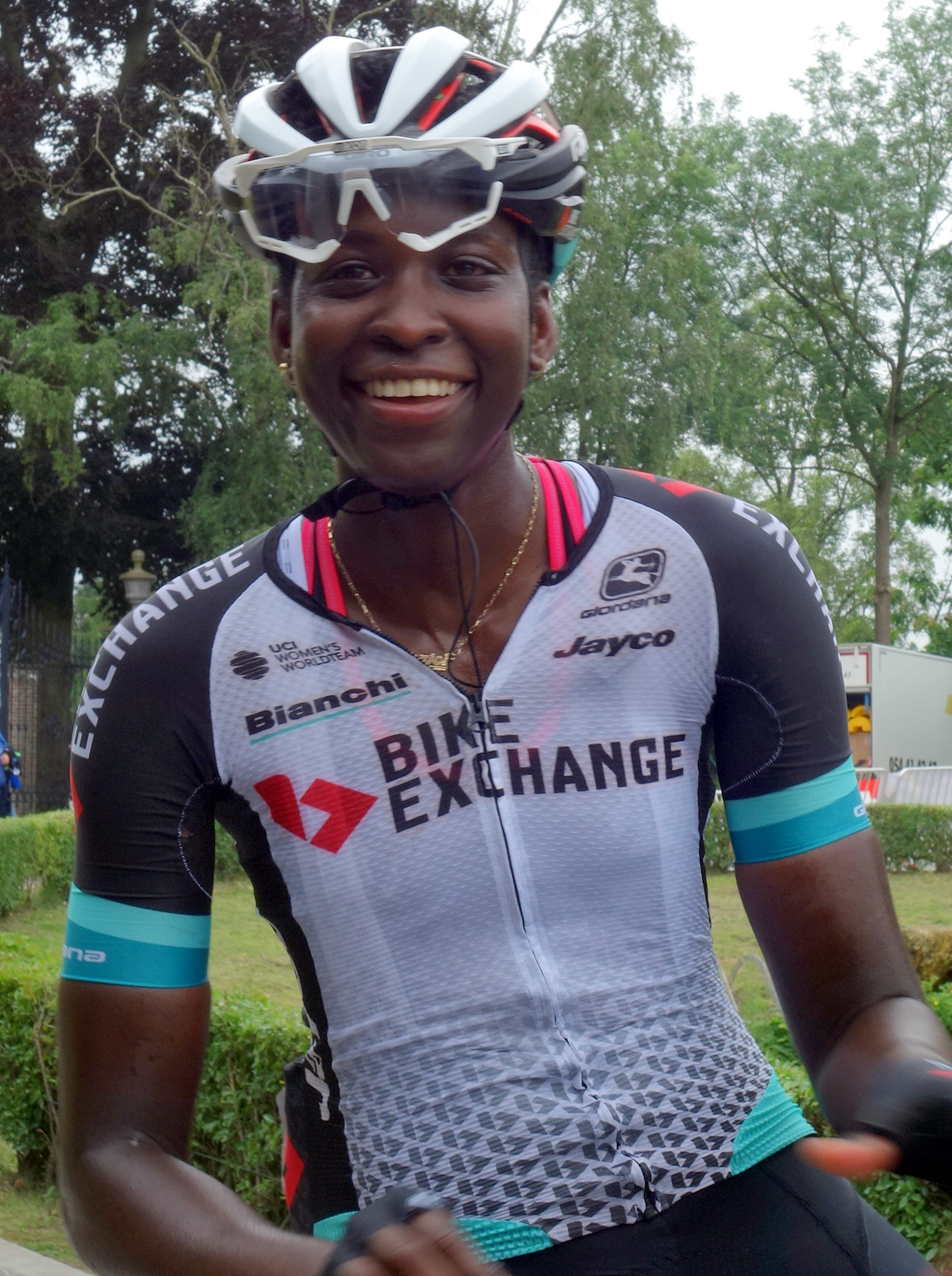
Teniel Campbell en 2021
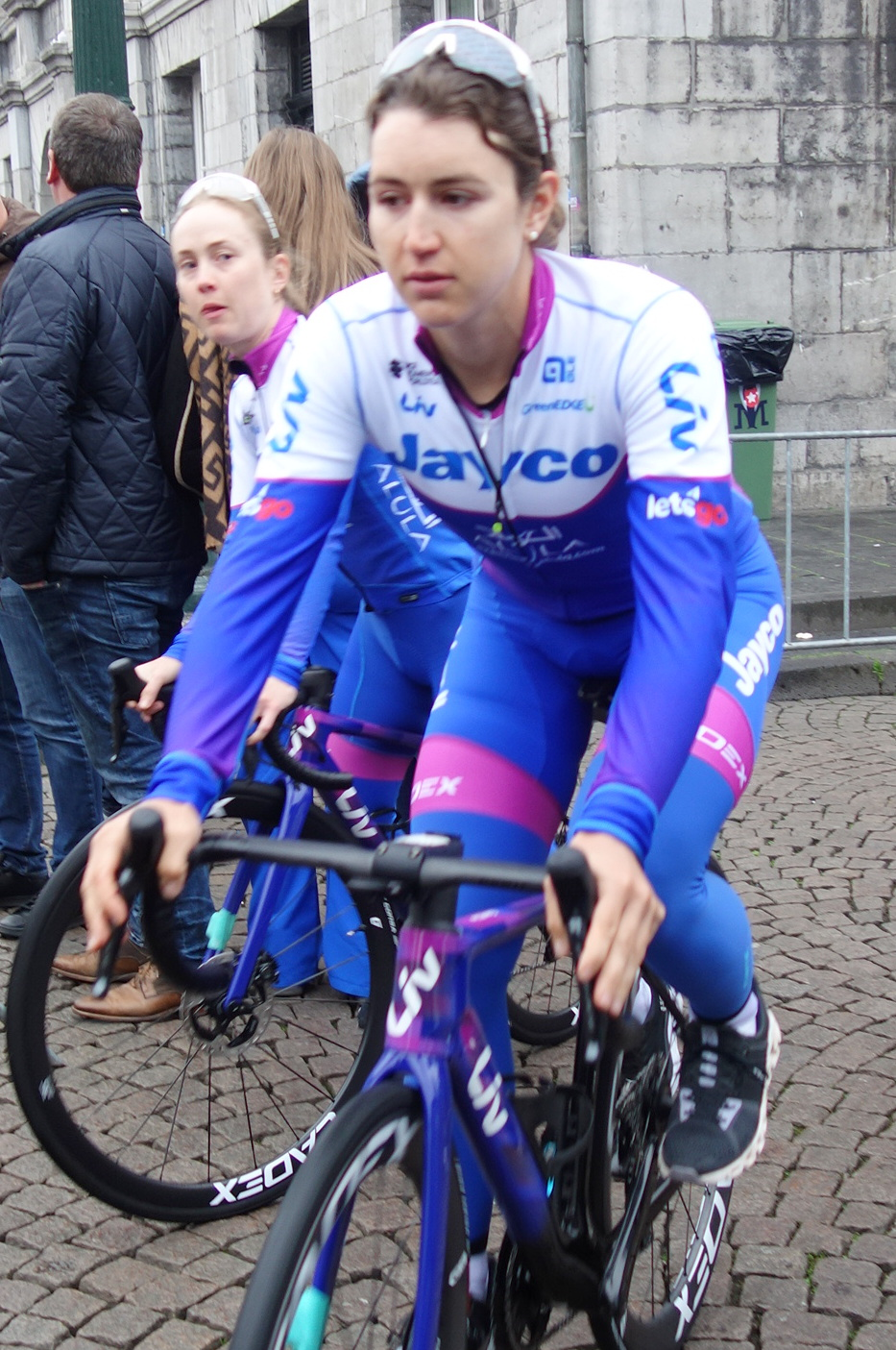
Kristen Faulkner
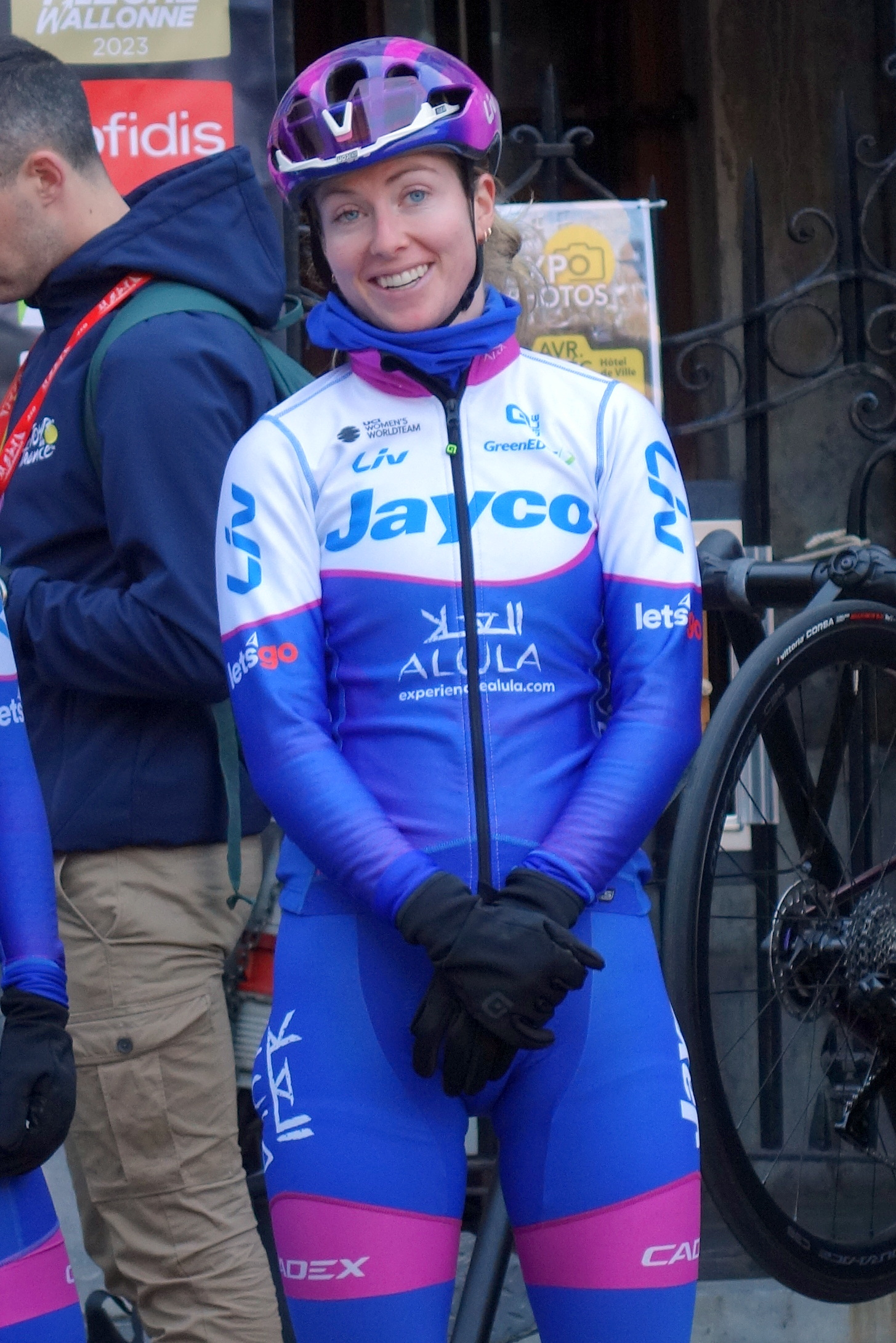
Alexandra Manly
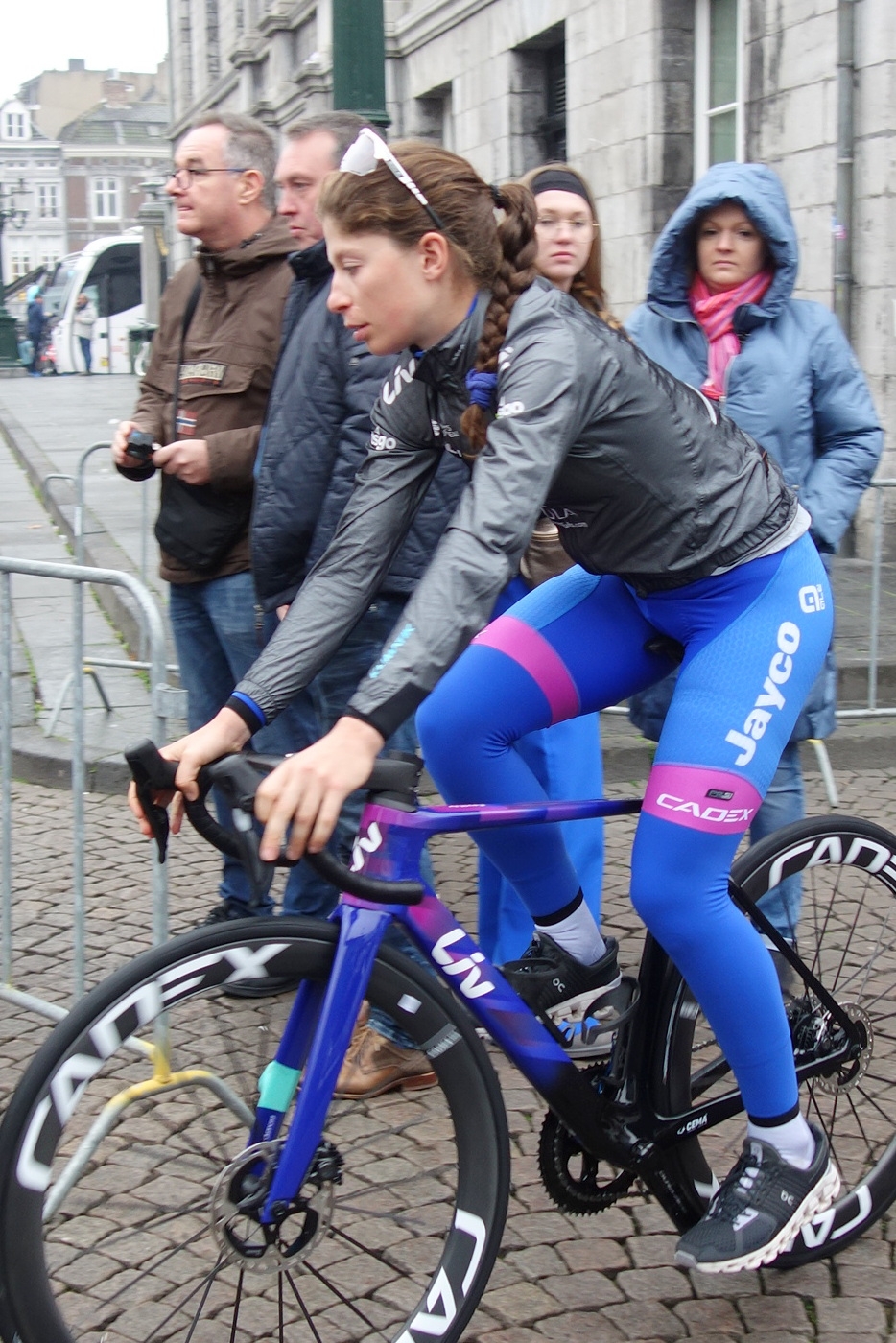
Ruby Roseman-Gannon
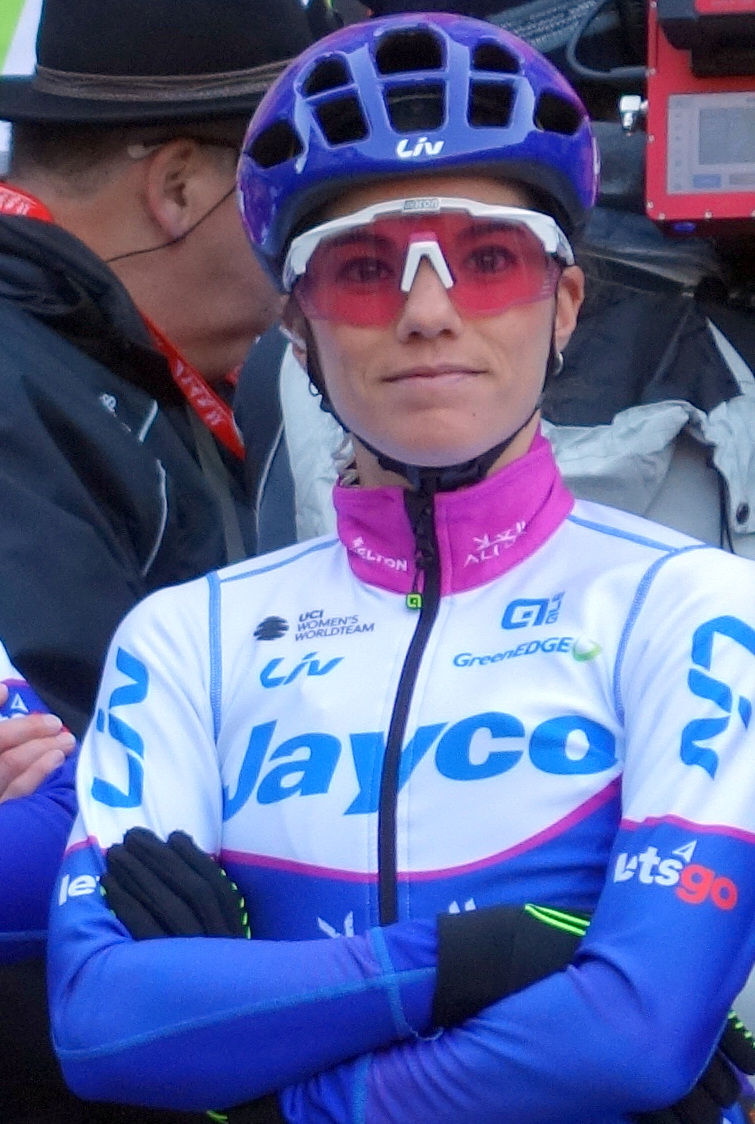
Ane Santesteban
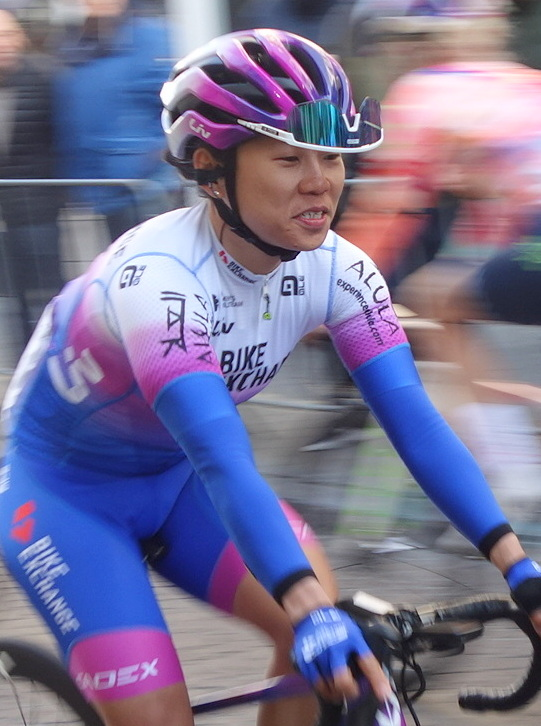
Wei Shi Chelsie Tan en 2022
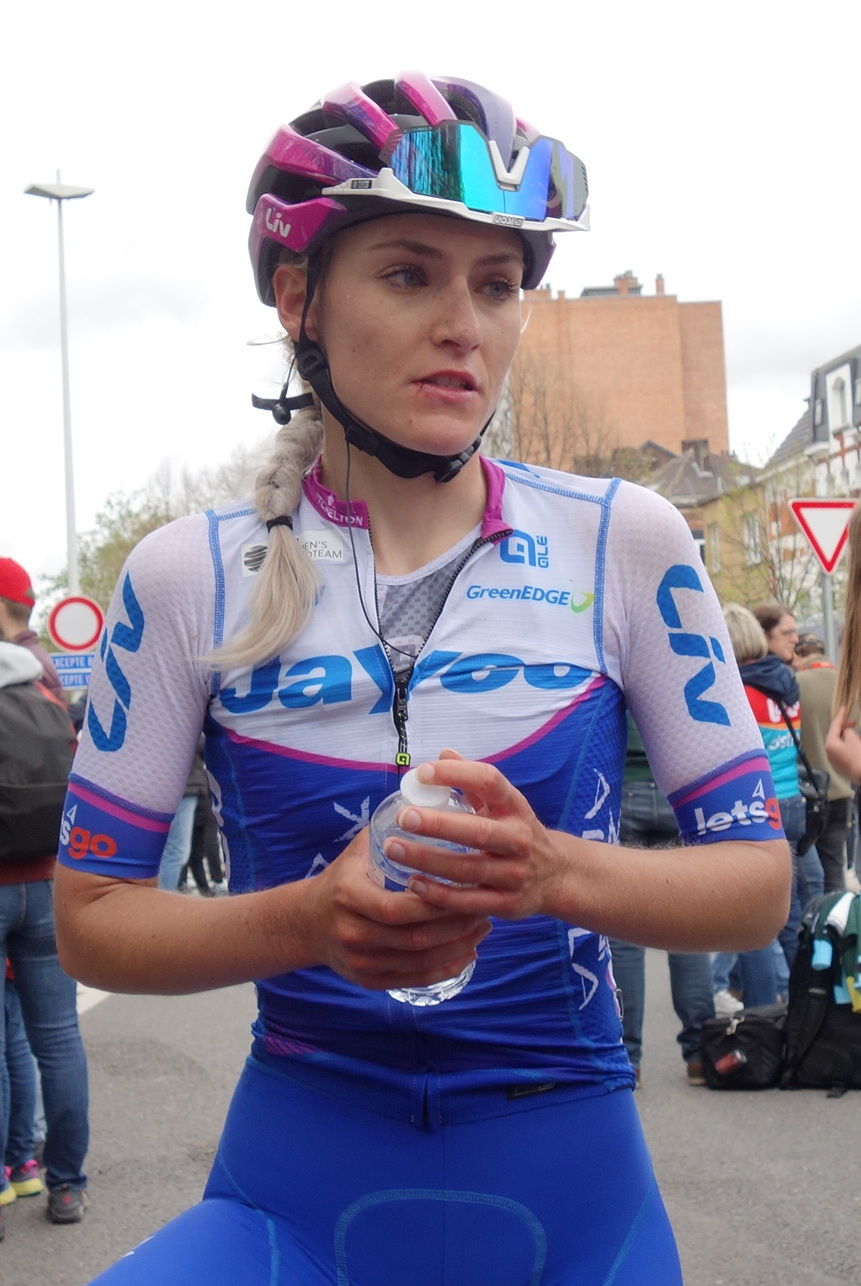
Urška Žigart

### Encadrement
Brent Copeland est le directeur général et Martin Vestby le directeur sportif. Il est assisté par huit directeurs sportifs adjoints.

## Déroulement de la saison

### Janvier-Février
Au championnat d'Australie, Georgie Howe est deuxième du contre-la-montre. Au Women's Tour Down Under, Georgia Baker  est troisième du sprint de la première étape. Le lendemain, dans les pentes du Mount Lofty, Amanda Spratt passe à l'offensive. Un groupe revient ensuite sur elle. Rachel Neylan tente de partir seule en chasse, elle est contrée par Ruby Roseman-Gannon. Cela force Grace Brown à mener le peloton. Amanda Spratt est reprise dans le dernier kilomètre. Au sprint, Alexandra Manly s'impose et prend la tête du classement général. Elle ne peut suivre Amanda Spratt et Grace Brown lors de la dernière étape où Ruby Roseman-Gannon prend la cinquième place. Cette dernière est quatrième du classement général.
À la Cadel Evans Great Ocean Road Race, Georgie Howe tente de sortir du peloton lors du dernier passage sur la ligne, mais est rapidement reprise. Dans la côte, Alexandra Manly attaque, mais est reprise par Brodie Chapman. Ruby Roseman-Gannon est septième.

### Mars
Aux Strade Bianche, à quarante-sept kilomètres de l'arrivée, Karlijn Swinkels attaque. Elle est rejointe par Kristen Faulkner. Leur avance atteint la minute trente. À trente-deux kilomètres de l'arrivée, Faulkner distance Swinkels. Elle est reprise par Lotte Kopecky et Demi Vollering dans la montée finale et se classe troisième. Elle est néanmoins disqualifiée quelques jours plus tard en raison de l'utilisation d'un glucomètre, appareil interdit par l'UCI.
Letizia Paternoster est neuvième du Tour de Drenthe. 

### Juin
Au Tour de Suisse, Ruby Roseman-Gannon prend la septième place de la première étape. Dans la troisième étape, Urška Žigart est active. Elle reste seule en tête et n'est rattrappée qu'à 100 m de la ligne par le peloton. Alexandra Manly est cinquième de l'étape. Urška Žigart conclut l'épreuve à la septième étape du classement général. 

### Juillet

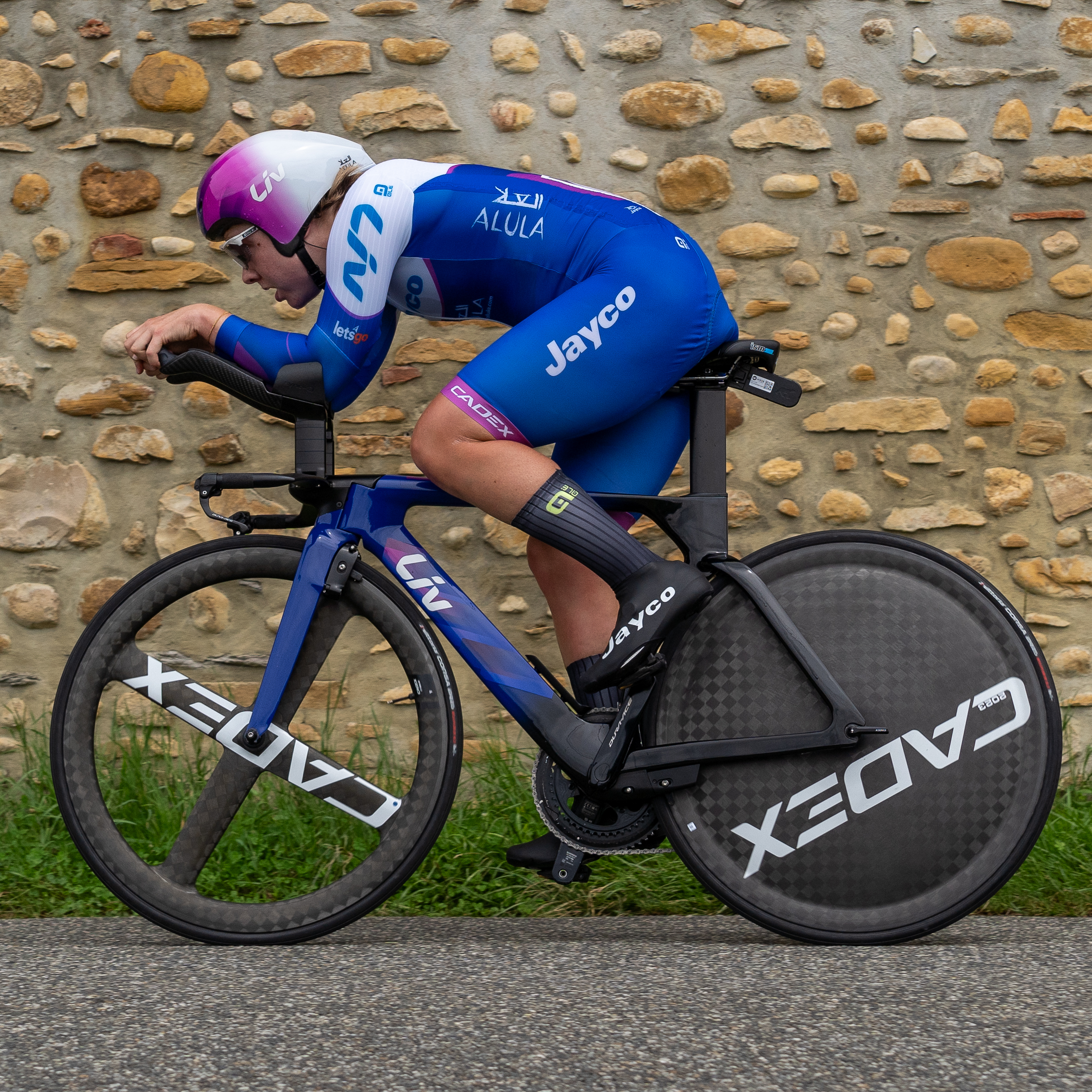
Georgina Howe durant le contre-la-montre du Tour de France

Au Tour d'Italie, Ane Santesteban est cinquième de la deuxième étape. Georgia Baker est sixième le lendemain. Ane Santesteban est huitième de la sixième étape. Elle finit le tour à la dixième place. 
Sur le  Tour de France, Alexandra Manly est sixième de la troisième étape. Ane Santesteban est septième de l'étape se terminant au Tourmalet. Elle conclut l'épreuve à la huitième place du classement général.

### Août

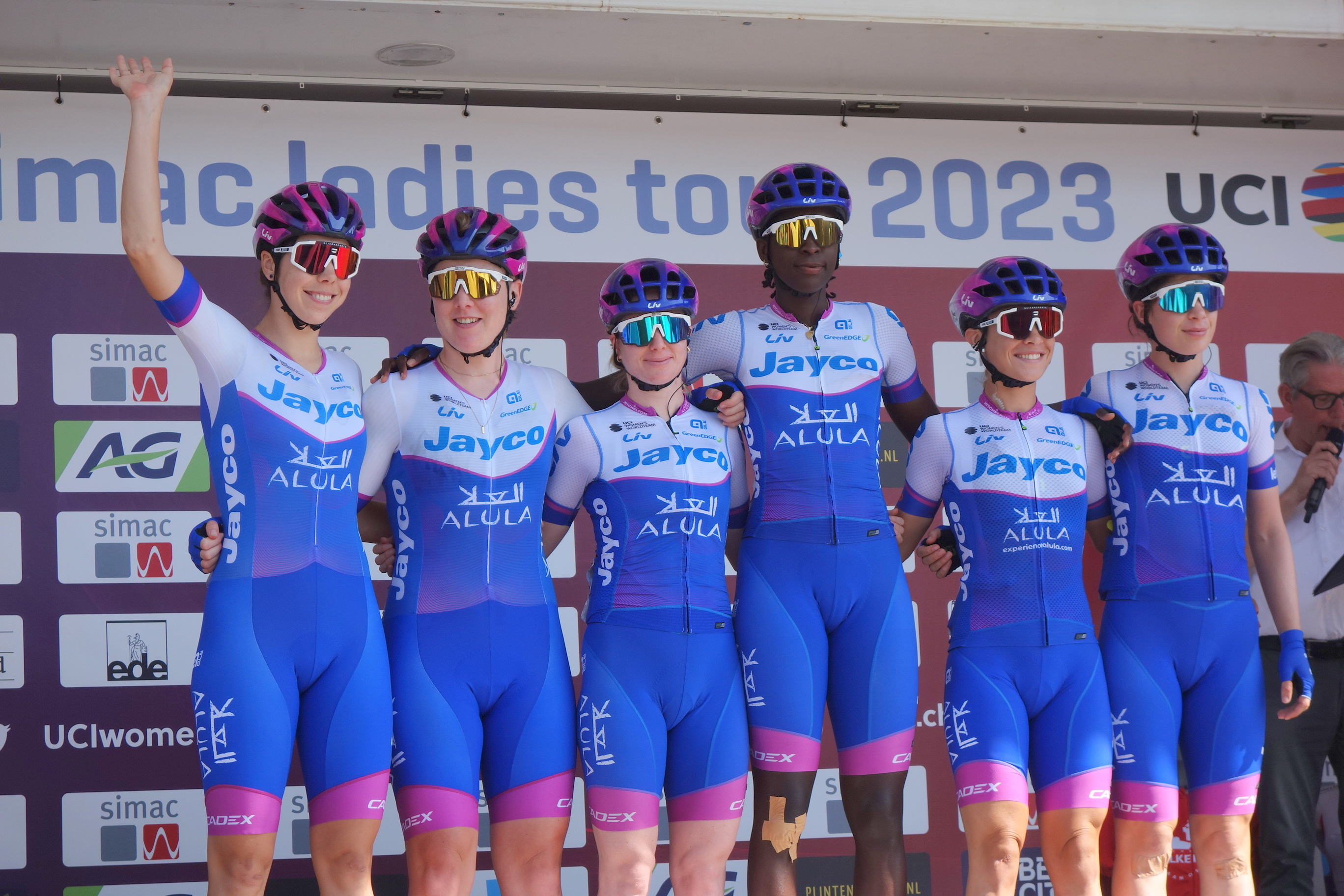
Équipe au Simac Ladies Tour

Au Grand Prix de Plouay, Ruby Roseman-Gannon prend la quatrième place du sprint.

### Octobre
Au Tour de l'île de Chongming, Georgia Baker est deuxième du sprint de la première étape. Elle conclut l'épreuve à la sixième place.

## Victoires

### Sur route
| Victoires | Victoires                                   | Victoires | Victoires | Victoires       | Victoires |
| Date      | Course                                      | Pays      | Classe    | Vainqueur       |           |
| --------- | ------------------------------------------- | --------- | --------- | --------------- | --------- |
| 16 janv.  | 2e étape, Women's Tour Down Under           | Australie | 2.WWT     | Alexandra Manly |           |
| 22 juin   | Championnat de Slovénie du contre-la-montre | Slovénie  | CN        | Urška Žigart    |           |

### Résultats sur les courses majeures

#### World Tour
| UCI Women's World Tour | UCI Women's World Tour | UCI Women's World Tour | UCI Women's World Tour                   | UCI Women's World Tour | UCI Women's World Tour | UCI Women's World Tour |
| Date                   | n°                     | Pays                   | Course                                   | Meilleure coureuse     | Classement             |                        |
| ---------------------- | ---------------------- | ---------------------- | ---------------------------------------- | ---------------------- | ---------------------- | ---------------------- |
| 15 – 17 janv.          | 1                      | Australie              | Women's Tour Down Under                  | Ruby Roseman-Gannon    | 4e                     |                        |
| 28 janv.               | 2                      | Australie              | Cadel Evans Great Ocean Road Race Women  | Ruby Roseman-Gannon    | 7e                     |                        |
| 9 – 12 fév.            | 3                      | Émirats arabes unis    | Tour des Émirats arabes unis             | Kristen Faulkner       | 21e                    |                        |
| 25 fév.                | 4                      | Belgique               | Circuit Het Nieuwsblad                   | Nina Kessler           | 30e                    |                        |
| 4 mars                 | 5                      | Italie                 | Strade Bianche                           | Ane Santesteban        | 13e                    |                        |
| 11 mars                | 6                      | Pays-Bas               | Tour de Drenthe                          | Letizia Paternoster    | 9e                     |                        |
| 19 mars                | 7                      | Italie                 | Trofeo Alfredo Binda-Comune di Cittiglio | Ane Santesteban        | 25e                    |                        |
| 23 mars                | 8                      | Belgique               | Classic Bruges-La Panne                  | Georgie Howe           | 26e                    |                        |
| 26 mars                | 9                      | Belgique               | Gand-Wevelgem                            | Ruby Roseman-Gannon    | 15e                    |                        |
| 2 avr.                 | 10                     | Belgique               | Tour des Flandres                        | Ruby Roseman-Gannon    | 17e                    |                        |
| 8 avr.                 | 11                     | France                 | Paris-Roubaix                            | Amber Pate             | 18e                    |                        |
| 16 avr.                | 12                     | Pays-Bas               | Amstel Gold Race                         | Ane Santesteban        | 12e                    |                        |
| 19 avr.                | 13                     | Belgique               | Flèche wallonne                          | Ingvild Gåskjenn       | 24e                    |                        |
| 23 avr.                | 14                     | Belgique               | Liège-Bastogne-Liège                     | Ane Santesteban        | 12e                    |                        |
| 1 – 7 mai              | 15                     | Espagne                | Tour d'Espagne                           | Ane Santesteban        | 18e                    |                        |
| 12 – 14 mai            | 16                     | Espagne                | Tour du Pays basque                      | -                      | -                      |                        |
| 18 – 21 mai            | 17                     | Espagne                | Tour de Burgos                           | Ane Santesteban        | 14e                    |                        |
| 26 – 28 mai            | 18                     | Royaume-Uni            | RideLondon-Classique                     | -                      | -                      |                        |
| 17 – 20 juin           | 19                     | Suisse                 | Tour de Suisse                           | Urška Žigart           | 7e                     |                        |
| 30 juin – 9 juill.     | 20                     | Italie                 | Tour d'Italie                            | Ane Santesteban        | 10e                    |                        |
| 23 – 30 juill.         | 21                     | France                 | Tour de France Femmes                    | Ane Santesteban        | 8e                     |                        |
| 23 – 27 août           | 22                     | Norvège                | Tour de Scandinavie                      | Ruby Roseman-Gannon    | 26e                    |                        |
| 2 sept.                | 23                     | France                 | Grand Prix de Plouay                     | Ruby Roseman-Gannon    | 4e                     |                        |
| 5 – 10 sept.           | 24                     | Pays-Bas               | Simac Ladies Tour                        | Ruby Roseman-Gannon    | 15e                    |                        |
| 15 – 17 sept.          | 25                     | Suisse                 | Tour de Romandie                         | Ane Santesteban        | 14e                    |                        |
| 12 – 14 oct.           | 26                     | Chine                  | Tour de l'île de Chongming               | Georgia Baker          | 6e                     |                        |
| 17 oct.                | 27                     | Chine                  | Tour du Guangxi                          | -                      | -                      |                        |

#### Grands tours
| Grand tour            | Tour d'Espagne        | Tour d'Italie         | Tour de France       |
| --------------------- | --------------------- | --------------------- | -------------------- |
| Coureuse (classement) | Ane Santesteban (18e) | Ane Santesteban (10e) | Ane Santesteban (8e) |
| Accessits             | -                     | -                     | -                    |

## Classement mondial
| Classement UCI | Classement UCI      | Classement UCI    | Classement UCI |
| Coureuse       | Coureuse            | Pays              | Points         |
| -------------- | ------------------- | ----------------- | -------------- |
| 30e            | Ruby Roseman-Gannon | Australie         | 1132.3 pts     |
| 51e            | Ane Santesteban     | Espagne           | 722.4 pts      |
| 104e           | Urška Žigart        | Slovénie          | 340.4 pts      |
| 124e           | Letizia Paternoster | Italie            | 302.7 pts      |
| 137e           | Georgia Baker       | Australie         | 285.3 pts      |
| 176e           | Alexandra Manly     | Australie         | 212 pts        |
| 241e           | Georgie Howe        | Australie         | 148.8 pts      |
| 250e           | Kristen Faulkner    | États-Unis        | 140.4 pts      |
| 295e           | Ingvild Gåskjenn    | Norvège           | 117 pts        |
| 415e           | Amber Pate          | Australie         | 73.8 pts       |
| 471e           | Nina Kessler        | Pays-Bas          | 59.4 pts       |
| 577e           | Teniel Campbell     | Trinité-et-Tobago | 40.8 pts       |
| 1094e          | Jessica Allen       | Australie         | 6 pts          |
| 1221e          | Alyssa Polites      | Australie         | 3.3 pts        |

Jayco AlUla est quinzième du classement par équipes.